# Sophie Morgenstern
Sophie Morgenstern, Zofia Morgenstern z domu Kabacznik (ur. 1 kwietnia 1875, zm. 16 czerwca 1940 w Paryżu) – francuska lekarka psychiatra i psychoanalityczka polskiego pochodzenia, pionierka psychoanalizy dzieci.
W 1906 roku rozpoczęła studia medyczne na Uniwersytecie Zuryskim. Od 1913 do 1920 pracowała w klinice Burghölzli pod kierunkiem Eugena Bleulera. Następnie emigrowała do Paryża. W 1924 roku poddała się analizie u Eugenii Sokolnickiej, należąc do pierwszego pokolenia francuskich psychoanalityków. Popełniła samobójstwo po wkroczeniu Niemców do Paryża. 
Była żoną Abrahama Morgensterna; mieli córkę Laure.

## Prace
- Über einige mineralische Bestandteile der Schilddrüse, 1912
- Un cas de mutisme psychogène. Revue française de psychanalyse 1 (3), 492-504.
- La psychanalyse infantile et son rôle dans l'hygiène mentale. Revue française de psychanalyse 4 (1), 136-162, 1930
- Quelques aperçus sur l'expression du sentiment de culpabilité dans les rêves des enfants. Revue française c de psychanalyse 6 (2), 155-174, 1933
- Les bourreaux domestiques. Évol psychiatr 4, 39-58, 1934
- Psychanalyse infantile (symbolisme et valeur clinique des créations imaginatives chez l'enfant). Paris: Denoël, 1937
- Contribution au problème de l'hystérie chez l'enfant. Evol psychiatr 7, 3-33, 1937
- Le symbolisme et la valeur psychanalytique des dessins infantiles. Revue française de psychanalyse, 11 (1), 39-48, 1939
- L'oeuvre complète de Sophie Morgenstern, vol. 1-3: Psychanalyse infantile; La structure de la personnalité et ses déviations; Articles et contributions à la Revue française de psychanalyse. Paris 2003